# آرت بيكر (ممثل)
آرت بيكر (بالإنجليزية: Art Baker)‏ مواليد 7 يناير 1898 في نيويورك - الوفاة 26 أغسطس 1966 في لوس أنجلوس، هو ممثل أمريكي بدأ مسيرته الفنية سنة 1928. شارك في قرابة 40 فلما.

## الأعمال
- المسحورة
- ابنة المزارع

## روابط خارجية
- آرت بيكر على موقع IMDb (الإنجليزية)
- آرت بيكر على موقع ألو سيني (الفرنسية)
- آرت بيكر على موقع ميوزك برينز (الإنجليزية)
- آرت بيكر على موقع أول موفي (الإنجليزية)
- آرت بيكر على موقع قاعدة بيانات الأفلام السويدية (السويدية)
- آرت بيكر على موقع ديسكوغز (الإنجليزية)
- آرت بيكر على موقع قاعدة بيانات الفيلم (الإنجليزية)
- آرت بيكر على موقع كينوبويسك (الروسية)